# Дядин (Ростовская область)
Дя́дин — хутор в Белокалитвинском районе Ростовской области.
Входит в состав Белокалитвинского городского поселения.

## География
Хутор находится на левом берегу реки Северский Донец, на расстоянии 15 км (по дорогам) к северо-западу от города Белая Калитва, административного центра района.

## Население
| 1989 | 2002 | 2010 |
| ---- | ---- | ---- |
| 82   | ↘81  | ↘64  |

## Улицы
На хуторе имеется одна улица — Стаханова.

## Достопримечательности
- Воинское захоронение, в котором похоронен Герой Советского Союза рядовой Старцев Фёдор Григорьевич. В бою под хутором 18 января 1943 года подбил 15 немецких танков, погиб в этом же бою.
- Церковь Троицы Живоначальной.

## Археология
Территория Ростовской области была заселена ещё в эпоху неолита. Люди, живущие на древних стоянках и поселениях у рек, занимались в основном собирательством и рыболовством. Степь для скотоводов всех времён была бескрайним пастбищем для домашнего рогатого скота. От тех времен осталось множество курганов с захоронениями жителей этих мест. Курганы и курганные группы находятся на государственной охране.
Поблизости от территории хутора Дядин Белокалитвинского района расположено несколько достопримечательностей — памятников археологии. Они охраняются в соответствии с Федеральным законом от 25.06.2002 N 73-ФЗ «Об объектах культурного наследия (памятниках истории и культуры) народов Российской Федерации», Областным законом от 22.10.2004 N 178-ЗС «Об объектах культурного наследия (памятниках истории и культуры) в Ростовской области», Постановлением Главы администрации РО от 21.02.97 N 51 о принятии на государственную охрану памятников истории и культуры Ростовской области и мерах по их охране:
- Курган «Варькин», расположен на расстоянии шести километров на север от хутора Дядин;
- Курган «Лесной», расположен на расстоянии шести километров на северо-запад от хутора Дядин;
- Курган «Песчаный», расположен на расстоянии 4,5 километров на северо-запад от хутора Дядин;
- Курган «Толишинский», расположен на расстоянии 2,5 километров на северо-запад от хутора Дядин[4].